# پاخرسیان
پاخرسیان نام یکی از تیره‌ها از گیاهان گلدار است.